# Centre de détention fédéral d'Honolulu
Federal Detention Center, Honolulu
Le centre de détention fédéral d'Honolulu (en anglais : Federal Detention Center, Honolulu ou FDC Honolulu) est un établissement pénitentiaire fédéral américain situé dans la ville d'Honolulu, dans le comté d'Honolulu et dans l’État américain d'Hawaï.

## Histoire
L'établissement ouvre en 2001. Les 25 premiers détenus à occuper l'établissement arrivent dans l'établissement le 31 juillet 2001 en provenance d’établissements situés sur le continent américain. Les cinq premiers groupes étaient constitués chacun de 25 détenus purgeant les deux dernières années de leur peine de prison fédérale.
L'établissement a remplacé le centre correctionnel communautaire d'Oahu, géré par le Hawaii Department of Public Safety (en). En juin 2001, le centre correctionnel communautaire d'Oahu, conçu pour accueillir 1 000 détenus en détention provisoire, en hébergeait 1 150. Les premiers détenus en détention provisoire d'Hawaï devaient emménager dans le centre fédéral un mois après l'arrivée des cinq premiers groupes de 25 détenus condamnés chacun.
Depuis 2016, l'administration de l'État d'Hawaï exprime son souhait d'acquérir l'établissement.

## Description

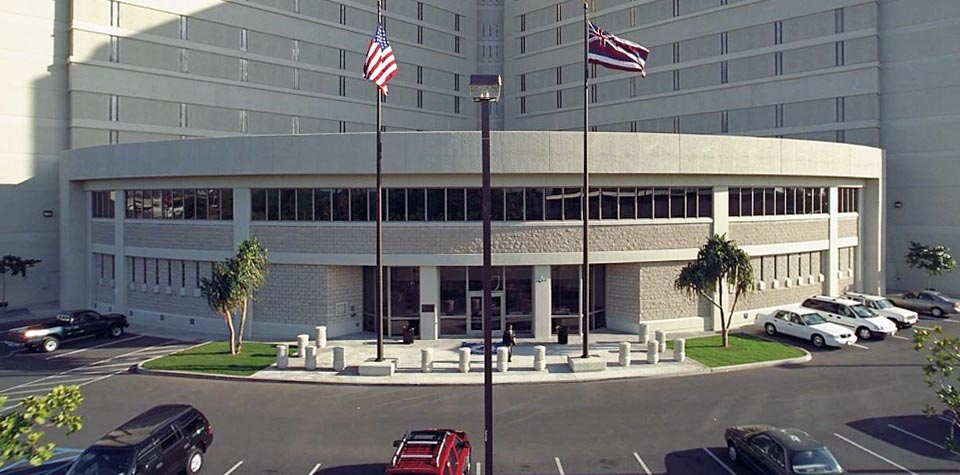
Entrée de l'établissement

L'établissement accueille des détenus masculins et féminins de tous niveaux de sécurité avant ou pendant les procédures judiciaires devant la cour de district d'Hawaï (en), ainsi que des détenus purgeant de courtes peines. Il est géré par le Bureau fédéral des prisons, une division du département de la Justice des États-Unis.
L'établissement est situé à côté de l'aéroport international Daniel K. Inouye dans la zone située ouest de l'aéroport. Le bâtiment dispose de douze étages.
En 2013, il accueillait 300 prisonniers condamnés selon les lois de l'État d'Hawaï en lieu et place de la loi fédérale ; le système pénitentiaire de l'État d'Hawaï ne disposant pas d'une capacité d'accueil suffisante pour pouvoir incarcérer tous les prisonniers relevant de l’État.

## Détenus notables (actuels et anciens)
| Nom du détenu                                    | Numéro d'enregistrement       | Statut                                                           | Détails |
| ------------------------------------------------ | ----------------------------- | ---------------------------------------------------------------- | --- |
| Duane "Chien" Chapman Leland Chapman Tim Chapman | 95743-022 95744-022 95742-022 | Arrêté le 14 septembre 2006 ; libéré sous caution le lendemain.  | Sujets de l'émission de télé-réalité A&E Dog the Bounty Hunter ; arrêtés sur un mandat de chasse à la prime illégal délivré au Mexique dans le cadre de leur arrestation du violeur en série Andrew Luster en 2003; les accusations portées contre eux ont ensuite été rejetées. |
| Justin K.Wilcox                                  | 91349-022                     | Condamné à 24 ans. Date de sortie le 4 septembre 2038.           | Condamné à des peines de prison concurrentes de 24 ans pour ses rôles dans des complots visant à distribuer de la méthamphétamine et de la cocaïne et à blanchir de l'argent, respectivement. Wilcox a plaidé coupable de complot en vue de distribuer et de posséder, avec l'intention de distribuer, 50 grammes ou plus de méthamphétamine et 500 grammes ou plus de cocaïne et de complot en vue de commettre le blanchiment d'argent. Wilcox a également reçu des peines concurrentes de cinq et trois ans de libération surveillée pour suivre l'emprisonnement. |
| Nick Ochs                                        | 12336-122                     | Arrêté le 7 janvier 2021, libéré sous caution le 11 janvier 2021 | Chef de la branche des Proud Boys de Hawaii. Arrêté à son retour de Washington, DC à l'aéroport international Daniel K. Inouye pour avoir participé à l'assaut du Capitole en 2021 |